# Johannes Haller
Pour les articles homonymes, voir Haller.
Johannes Haller (né le 16 octobre 1865 à Käina (Gouvernement d'Estonie, Empire russe) et mort le 24 décembre 1947 à Tübingen) est un historien spécialisé sur le Moyen Âge tardif.

## Biographie

### Origine et jeunesse
Johannes Haller est le fils du pasteur luthérien Anton Haller (1833-1905) et d'Amalie Sacken (1838-1899). Le couple a sept enfants. Anton Haller est le premier pasteur de Keinis, en 1875 puis à Reval et de 1886 à 1889 et surintendant de la ville de Keinis.
Johannes Haller nait en 1865 à Keinis sur l'île de Dagö, qui appartient à l'Estonie, à cette époque, province de l'empire russe.
Selon les mémoires de Haller, les États baltes sont une société « structurée par l'État, aristocratique-libéral ». Son appartenance au monde protestant aristocratique du peuple germano-balte contribue à forger son scepticisme envers le parlementarisme et la démocratie tout au long de sa vie.

### Carrière universitaire
En tant que professeur d'histoire médiévale, il enseigne à l'université de Marbourg (1904), à l'université de Giessen (1904-1913) et à l'université Eberhard Karl de Tübingen (1913-1932).
Haller est spécialiste de l'histoire médiévale de la papauté et de l'Église catholique. Avec son abondante édition de sources sur le Concile de Bâle, il apporte une contribution précieuse à l'étude de l'histoire du Concile.
Il étend ses recherches à l'histoire des relations franco-allemandes ainsi qu'à l'histoire contemporaine (L'ère de Bülow, Aus dem Leben des Fürsten Philipp zu Eulenburg-Hertefeld).
Il est l'un des historiens les plus lus et les plus connus de son époque. Jusqu'aux années 1970, son travail exerce une influence majeure sur la recherche et la société au Moyen Âge. Son œuvre monumentale, La Papauté. Idée et réalité, est publiée en plusieurs volumes.
Haller est également considéré comme un expert de la Russie mais son caractère difficile et son penchant pour les polémiques font de lui un historien à part.

### Opinions politiques
Au début de la Première Guerre mondiale, il passe d'un libéralisme aristocratique et au conservatisme. Son engagement dans le journalisme de guerre accroit sa notoriété et le met en contact avec les dirigeants politiques et militaires de l'Allemagne.
Après la guerre, il rejette fermement la République de Weimar. À partir de 1932, il place brièvement ses espoirs dans le nazisme. Ses relations avec le régime nazi à partir de 1933 sont marquées par une forte ambivalence. S'il salue les succès militaires allemands jusqu'en 1940, il rejette la science national-socialiste et la politique de l'Eglise.